# Tour Michelet
Tour Michelet ist der Name eines Hochhauses im Pariser Vorort Puteaux in der Bürostadt La Défense. Bei seiner Fertigstellung 1985 war der 127 Meter hohe Büroturm der Neunthöchste im Geschäftsviertel La Défense. Das Gebäude verfügt über 34 Etagen und über eine Fläche von etwa 75.750 Quadratmetern. Entworfen wurde das Gebäude von den Architekten Jean Willerval, Henri La Fonta und Branco Vulic. Erbaut wurde der Büroturm vom Mineralölunternehmen Total.
Der Büroturm ist mit der Métrostation La Défense und dem Bahnhof La Défense an den öffentlichen Nahverkehr im Großraum Paris angebunden.